# Vanlay
Vanlay ist eine französische Gemeinde mit 287 Einwohnern (Stand: 1. Januar 2022) im  Département Aube in der Region Grand Est (vor 2016 Champagne-Ardenne). Sie gehört zum Arrondissement Troyes und zum Kanton Les Riceys. 

## Geographie
Vanlay liegt etwa 28 Kilometer südsüdwestlich von Troyes am Flüsschen Landion. Umgeben wird Vanlay von den Nachbargemeinden Avreuil und Saint-Phal im Norden, La Loge-Pomblin im Norden und Nordosten, Les Granges im Nordosten, Cussangy und Turgy im Nordosten und Osten, Vallières im Osten und Südosten, Prusy im Südosten und Süden, Coussegrey im Süden, Bernon im Süden und Südwesten, Chessy-les-Prés im Westen sowie Davrey im Nordwesten.

## Bevölkerungsentwicklung
| Jahr                       | 1962 | 1968 | 1975 | 1982 | 1990 | 1999 | 2006 | 2011 | 2019 |
| Einwohner                  | 429  | 355  | 288  | 293  | 290  | 321  | 313  | 313  | 295  |
| Quellen: Cassini und INSEE |      |      |      |      |      |      |      |      |      |

## Sehenswürdigkeiten
- Kirche Saint-Jean-Baptiste, Monument historique seit 1984
- Friedhofskreuz
- Schloss Vanlay

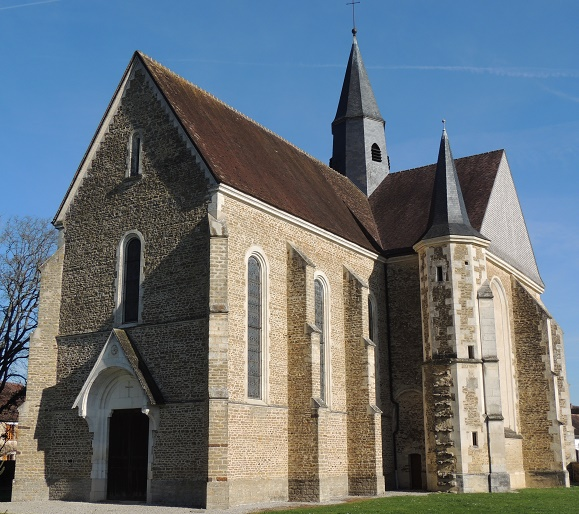
Kirche Saint-Jean-Baptiste
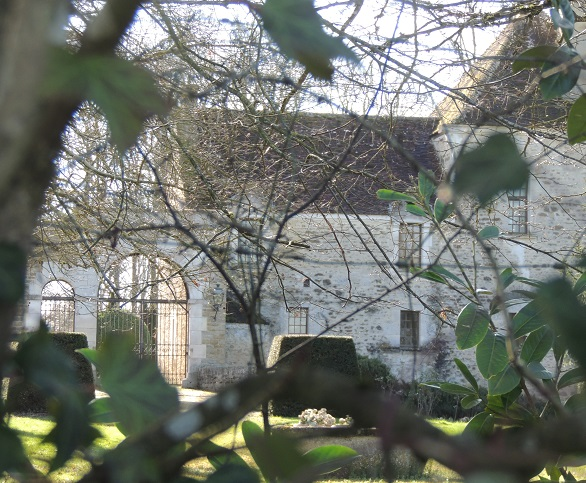
Schloss Vanlay